# Travis Scott
Jacques Berman Webster II (Houston, Texas; 30 de abril de 1991), conocido por su nombre artístico Travis Scott, es un rapero estadounidense.
Ganaría fama luego de su lanzamiento de sus dos mixtapes llamados "Owl Pharaoh" y "Days Before Rodeo", este último siendo una precuela a su primer álbum de estudio llamado "Rodeo", el cual sería aclamado por la crítica, en 2016, lanzaría "Birds in the Trap Sing McKnight", el cual contiene su canción más popular hasta la fecha, "Goosebumps", en colaboración con Kendrick Lamar.

## Biografía
Nació el 30 de abril de 1991 en Houston, Texas. Creció en Missouri City, una zona suburbana de clase media que limita con el suroeste de Houston. Webster vivió con su abuela, pero luego se mudó a los suburbios, donde su padre tenía su propio negocio. Webster asistió a Elkins High School y se graduó a los diecisiete años. Webster luego asistió a la Universidad de Texas en San Antonio antes de abandonar en su segundo año de carrera para dedicarse por completo a su carrera musical.
Después de abandonar la universidad, Webster se mudó inmediatamente a la ciudad de Nueva York en un intento de comenzar su carrera musical. Sus padres, frustrados porque él hubiera abandonado la escuela, dejaron de ayudarlo económicamente. Después de un tiempo volvieron a ayudarlo de nuevo.
Mismo que en el 2012 Scott firmó con la discográfica Epic Records y en noviembre del mismo año hizo un acuerdo con la compañía GOOD MUSIC de Kanye West como parte de producción. En abril del 2013 firmó otro acuerdo con T.I y lanzó su primera maqueta. En agosto del 2014 hizo su segunda maqueta Days Before Rodeo (2019) poco después lanzó su primer álbum de estudio Rodeo con el sencillo "Antidote". Con su segundo álbum Birds In The Trap Sing McKnight (2016) ganó la primera posición en los Billboard 200. El año siguiente, lanzó un álbum colaborativo con Quavo, "Huncho Jack".
En 2019, lanzó "Astroworld" y gracias al sencillo "Sicko Mode" se posicionó en el Billboard Hot 100. En 2019 lanzó un nuevo álbum JACKBOYS con su discográfica Cactus Jack.
Ha citado que sus influencias son Kid Cudi, M.I.A., Kanye West, Toro y Moi, Tame Impala,  T.I. y ASAP Rocky. La revista Spin comparó su mixtape de 2013 "Owl Pharaoh" con la de Kid Cudi, "Man on the Moon II: The Legend del Sr. Rager".
Comenzó a salir con la estrella de televisión y empresaria Kylie Jenner en abril de 2017. El 1 de febrero de 2018, Jenner dio a luz a su primera hija, Stormi Webster. En agosto de 2021 se confirmó que la pareja estaba esperando su segundo hijo juntos. El 2 de febrero de 2022 nació su hijo, Aire Webster.
Ha estado expuesto a escándalos, especialmente después de un incidente ocurrido el 5 de noviembre de 2021 cuando 10 personas murieron aplastadas por una multitud durante su concierto en Houston, Texas.

## Carrera

### Inicios
A la edad de 16 años, Webster se embarcó en su carrera musical como productor discográfico, enfocado en la producción de hip hop. Posteriormente ingresó a su primera asociación con su viejo amigo, Chris Holloway, formando el dúo The Graduates. En 2008, el dúo lanzó su primer EP sin título en el sitio web de redes sociales, Myspace.
Al año siguiente, Webster y OG Chess, uno de los compañeros de clase de Travis, formaron el grupo The Classmates. Lanzaron dos canciones con Buddy Rich en 2009 y Cruis'n USA en 2010. Webster manejó principalmente el trabajo de producción en ambos proyectos. El dúo se mantuvo unido hasta finales de 2012, cuando los conflictos personales y las disputas financieras condujeron a la disolución del grupo.
Después de dejar la universidad, Webster se mudó de Houston, Texas a Washington, Nueva York, donde comenzó a trabajar con su amigo Mike Waxx, propietario del sitio web de música Illroots. Después de mudarse a Nueva York durmió en el piso de la casa de su amigo y pasó la mayor parte de su tiempo en el estudio de Just Blaze. Finalmente frustrado en Nueva York y la falta de progreso,se mudó a Los Ángeles, California, después de solo cuatro meses en el estado.
En Los Ángeles, fue abandonado por su amigo que había prometido ayudarlo proporcionándole vivienda. Sus padres dejaron de apoyarlo financieramente y finalmente se vio obligado a mudarse a Houston, Texas donde sus padres lo expulsaron de su casa. Webster regresó a Los Ángeles una vez más y comenzó a dormir en el sofá de un amigo que estudió en la Universidad del Sur de California. Rapero con base en Atlanta y propietario de Grand Hustle Records, TI más tarde escucharía una de las producciones de Webster, titulada "Lights (Love Sick)". Mientras estaba en Los Ángeles, el representante de TI lo contactó, pidiéndole que asistiera a un estudio para una reunión.

### 2012-14:Owl PharaohyDays Before Rodeo

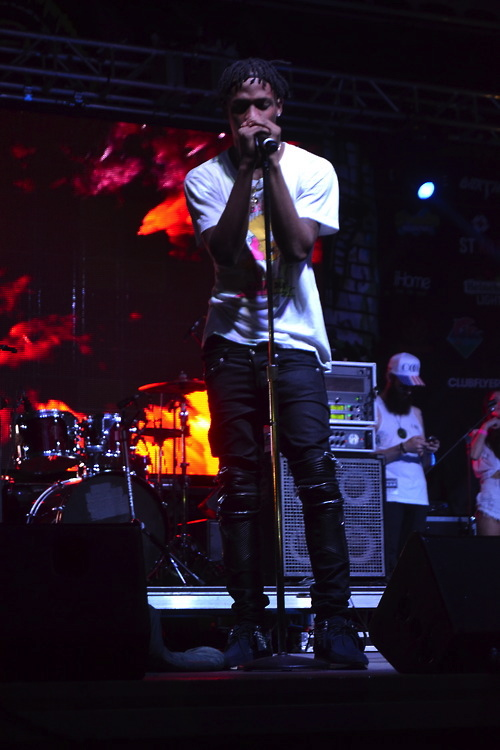
Scott actuando en 2013.

El primer proyecto en solitario de Webster es un mixtape titulado Owl Pharaoh, que se lanzaría como descarga gratuita en 2012. Sin embargo, el proyecto se retrasó y se anunció su posterior lanzamiento. El proyecto fue luego recreado por Kanye West y Mike Dean, y luego se retrasó nuevamente por problemas de despacho de muestras. En la promoción, Webster lanzaría la canción "Blocka La Flame", una remezcla del sencillo "Blocka" del compañero de sello de Good Music, Pusha T (que cuenta con la producción y la voz de Scott). La canción fue producida por Young Chop, con producción adicional del propio Webster, junto a Mike Dean. El 22 de marzo de 2013, Webster lanzó el video musical de una canción titulada "Quintana", que aparecerá en Owl Pharaoh. La versión del mixtape de la canción presenta voces invitadas del rapero estadounidense Wale, mientras que la producción fue manejada por el propio Webster, junto a Sak Pase y Mike Dean. El 27 de marzo, XXL reveló que Webster era miembro de su clase de primer año de 2013. El 29 de marzo de 2013, después de su entrevista con el disc jockey británico, DJ Semtex, Webster estrenó un fragmento de su primer sencillo comercial, titulado "Upper Echelon", que presentaba 2 Chainz y TI. El 2 de abril de 2013, Webster declaró que Owl Pharaoh era su primer mixtape oficial y que se lanzaría en iTunes Store el 21 de mayo de 2013. El 23 de abril de 2013, "Upper Echelon" fue enviado a Urban radio contemporánea. El EP fue lanzado para su descarga gratuita.

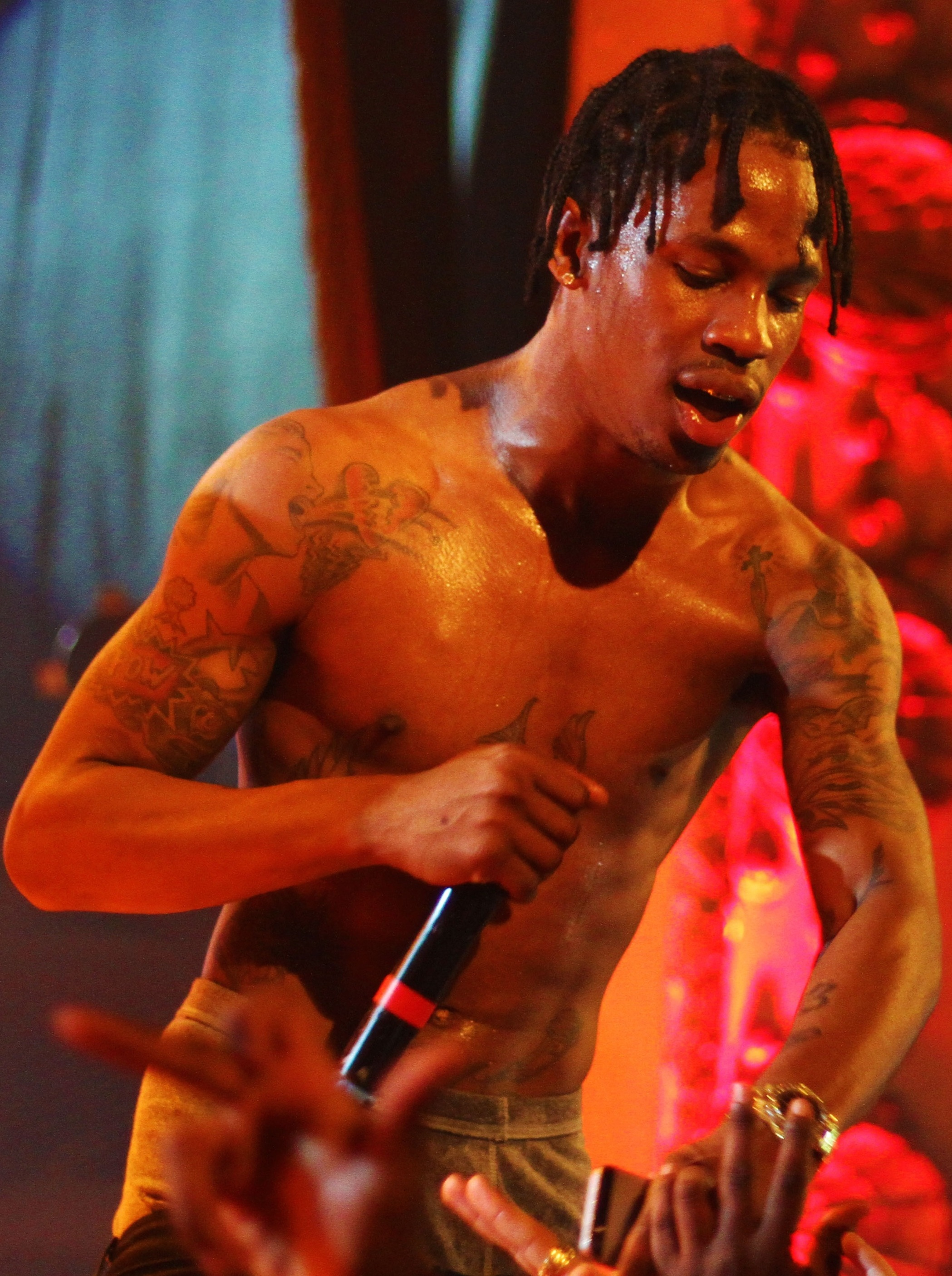
Scott actuando en 2014.

El 13 de marzo de 2014, Webster realizó una nueva canción, la cuenta de Twitter tentativs dijo que la canción no se llama "1975", y se incluiría en su segunda mixtape, titulada Days Before Rodeo. Más tarde a través de su cuenta de Twitter anunció Rodeo, como el título oficial de su álbum debut. El 5 de mayo de 2014, Webster lanzó la versión completa de la canción, con su nuevo título "Do not Play", con una muestra de la canción "MONEY" de la banda de rock inglesa the 1975.
Tras el éxito de Days Before Rodeo, Webster anunció que encabezaría una gira de conciertos, llamada The Rodeo Tour, con el rapero de Rich Gang, Young Thug y el productor Metro Boomin. La gira comenzó el 1 de marzo de 2015 en Santa Ana, California, y finalizó el 1 de abril de 2015 en Portland, Oregón. La gira recorrió las principales ciudades como Denver, Colorado, Houston, Texas, Chicago, Illinois, Detroit, Míchigan, Nueva York, Atlanta, Georgia, Filadelfia, San Diego, Los Ángeles, San Francisco, California y Seattle, Washington. Los segundos shows se agregaron a algunas ciudades como Los Ángeles y Nueva York, luego de que sus primeros shows se vendieron demasiado rápido para los ojos de sus fanáticos. Artistas como Kanye West, Chris Brown, Wale y Birdman hicieron apariciones especiales en ciertas ciudades. Webster's Rodeo Tour ha sido aclamado como uno de los tours de rap más salvajes de la actualidad.

### 2015-16:RodeoyBirds in the trap sing McKnight
Rodeo fue lanzado el 4 de septiembre de 2015, por Grand Hustle y Epic Records. El álbum presenta apariciones especiales de Quavo, Juicy J, Kanye West, The Weeknd, Swae Lee, Chief Keef, Justin Bieber, Young Thug y Toro y Moi, Big Buck e incluye la producción de Mike Dean, Kanye West, WondaGurl, Suber, DJ Dahi, Metro Boomin, Sonny Digital, Southside, Terrace Martin, Zaytoven, Pharrell Williams y el propio Webster, entre otros. El álbum fue apoyado por dos sencillos: "3500" con Future y 2 Chainz, y "Antidote". Este último se convirtió en su sencillo más alto en la lista Billboard Hot 100 de Estados Unidos, llegando al número 16. Rodeo recibió críticas generalmente positivas de los críticos y debutó en el número tres en la lista Billboard 200 de los Estados Unidos. También debutó en el número uno en la lista de Billboard Rap Albums.

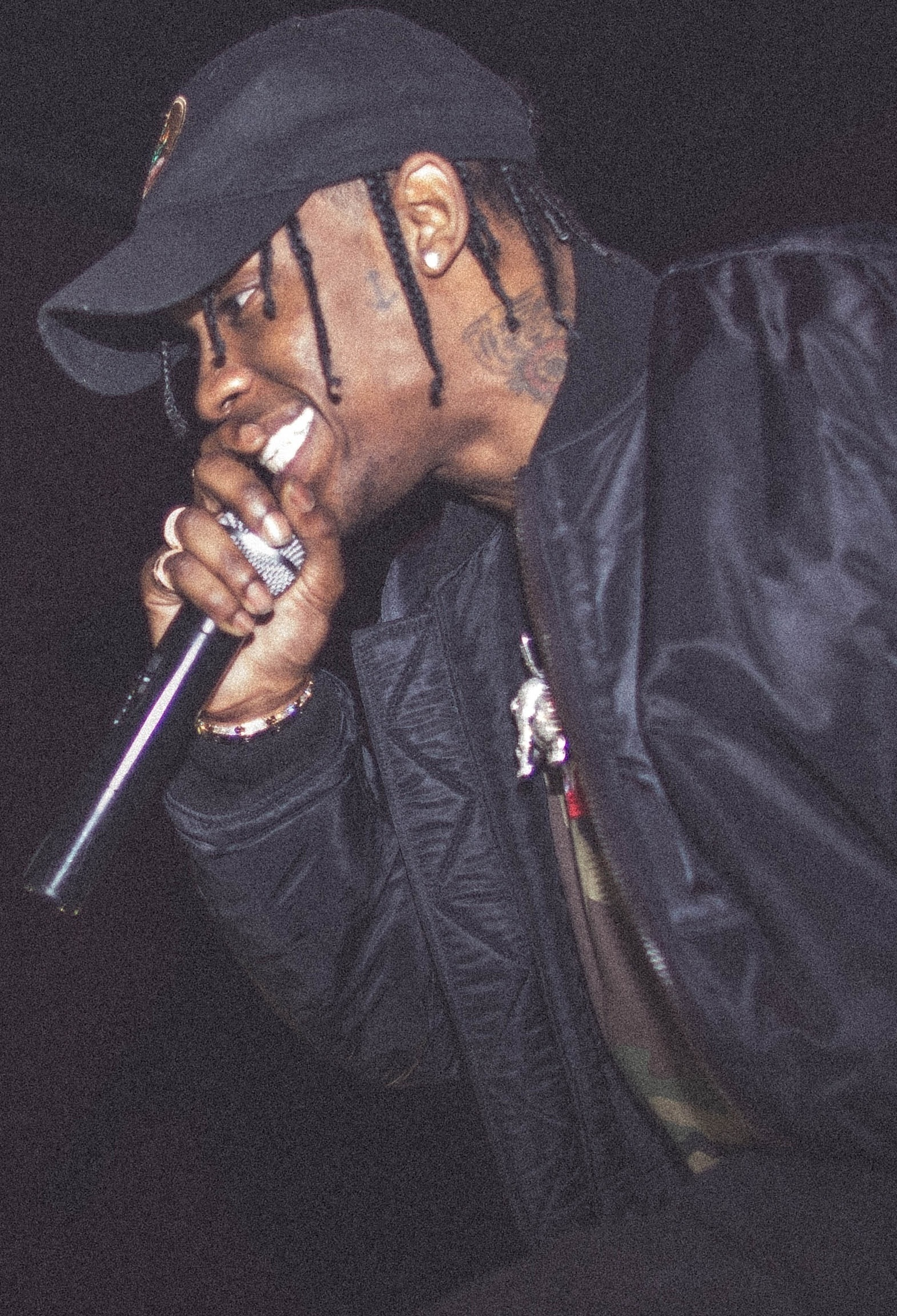
Scott actuando en febrero de 2016.

El 4 de enero de 2016, Webster anunciaría que tiene un nuevo álbum de estudio en camino. El 8 de febrero de 2016, se anunció que iLoveMakonnen, Vic Mensa y Travis Scott formarían parte de "WANGSQUAD", una campaña de Alexander Wang. El 29 de marzo de 2016, el ejecutivo de 300 Entertainment Lyor Cohen, reveló que Webster y Young Thug soltarían un sencillo juntos y llamó al próximo álbum de Webster un "clásico". El 7 de abril de 2016, Webster preestuvo un sencillo con Young Thug en uno de sus shows. El 17 de mayo de 2016, Webster anunció que el título de su segundo álbum sería Birds in the Trap Sing McKnight; mientras que también confirmó el título de su tercer álbum como AstroWorld. El 3 de junio de 2016, se lanzó el sencillo colaborativo entre Thug y Webster titulado "Pick Up the Phone". El sencillo, que también cuenta con voces del trío de rap de Quavo de Atlanta Migos, alcanzó el número 43 en el Billboard Hot 100 y fue certificado doble platino por la Recording Industry Association of America (RIAA).
El 31 de agosto de 2016, Webster anunció que Birds in the Trap Sing McKnight finalmente se terminó en una publicación en Instagram. Estrenó el álbum en su tercer episodio de radio .wav el 2 de septiembre de 2016, y luego fue lanzado en iTunes y Apple Music. El 11 de septiembre de 2016, el álbum se convirtió en el primer álbum número uno de Webster en la cartelera estadounidense 200. El 12 de septiembre de 2016, el CEO de Universal Music Publishing Group, Jody Gerson, anunció que la etiqueta firmó un acuerdo mundial con Webster.
En el mismo episodio, Webster estrenó Birds in the Trap Sing McKnight, y también anunció que sería productor ejecutivo en Cruel Winter, de Kanye West, una continuación de la compilación debut de Good Music, Cruel Summer. En el episodio, describió el próximo álbum como "muy juvenil, directo al grano, como el illest ever, man, like the illest album".

### 2017-18: Huncho Jack, Jack Huncho y Astroworld
Scott actuó en el All-Star Weekend el 16 de febrero de 2017, en New Orleans en Champion Square. También se presentó en el festival BUKU Music + Art Project de Nueva Orleans el 10 de marzo de 2017. El 5 de marzo, Scott anunció una gira de conciertos llamada Birds Eye View. Al día siguiente, se dieron a conocer las fechas y ciudades de la gira, comenzando el 10 de marzo en Nueva Orleans, Luisiana, y llegando a su fin el 2 de junio en Eugene, Oregón. En marzo de 2017, Webster anunció que lanzaría su propia imprenta, bajo el nombre de Cactus Jack Records. Durante una entrevista, Webster dijo: «no lo hago para tener control financiero sobre mi música. Primero y ante todo, quiero ayudar a otros artistas, lanzar nuevos nombres, brindar oportunidades. Quiero hacer por ellos lo que me sucedió, pero mejor. Mejor dicho, no quiero decir tonterías. No mentirles a los artistas sobre las fechas de lanzamiento del álbum o los presupuestos de videos y álbumes». El 15 de junio de 2017, Scott anunció que haría una etapa europea del Bird Eye View Tour. La etapa europea comenzó el 23 de junio en París y concluyó el 9 de julio en Turku, Finlandia. Esta etapa fue principalmente conjuntos de festivales o en entornos de clubes más pequeños.
El 3 de abril de 2017, se informó que Scott había estado trabajando en un álbum colaborativo con el rapero Quavo de Migos, y en declaraciones a GQ, confirmó: « El álbum con Quavo vendrá pronto. Dentro de poco lanzaré nueva música. Sin embargo, ya sabes cómo lo hago: me gustan las sorpresas. Además del álbum colaborativo, Scott anunció que su tercer álbum de estudio, Astroworld, que lleva el nombre del desaparecido parque temático Houston del mismo nombre, está a punto de completarse y probablemente se lanzará en 2017. Scott fue también figura en una pista del rapero canadiense Drake titulado «Portland», que alcanzó el número nueve en los EE. UU. Billboard Hot 100, convirtiéndose en su canción más alta como artista.
El 16 de mayo de 2017, Scott lanzó tres pistas nuevas en SoundCloud, después de burlarse de las redes sociales durante un tiempo. Las pistas fueron nombradas «A Man», «Green & Purple» (con Playboi Carti) y «Butterfly Effect». Esta última también se lanzó en todos los demás servicios de transmisión, como la única pista, y su video musical de fue lanzado el 14 de julio de 2017. El 10 de agosto de 2017, Webster tuiteó «ALBUM MODE», ya que acababa de terminar el DAMN. Tour, como un acto de apoyo para Kendrick Lamar, la noche anterior. Este tuit significaba que ahora estaba trabajando en su álbum AstroWorld a tiempo completo.
El 18 de septiembre de 2017, Quavo y Migos hicieron una entrevista. Quavo declaró que su álbum con Travis Scott vendrá «muy pronto». También afirmó que ambos tienen listos más de 20 temas.
En octubre de 2017, Scott apareció en una pieza especial titulada «Merece», del rapero, Kris Wu. El 7 de diciembre de 2017, un clip de Quavo siendo entrevistado por Zane Lowe fue publicado en la cuenta oficial de Twitter de Beats 1. Cuando se le preguntó sobre el título de su próximo proyecto, confirmó que sería Huncho Jack, Jack Huncho. Scott apareció en «Dark Knight Dummo» de Trippie Redd el 6 de diciembre de 2017. La canción alcanzó el 72 en el Billboard Hot 100. El 21 de diciembre de 2017, Webster y Quavo lanzaron su álbum colaborativo, Huncho Jack, Jack Huncho. El álbum debutó en el número 3 en el Billboard 200 y tenía siete pistas en el Billboard Hot 100. Después del lanzamiento de Huncho Jack, Jack Huncho, Webster fue visto en el estudio con mucha más frecuencia y Billboard programó un lanzamiento del primer trimestre esperado para AstroWorld.
El 3 de mayo de 2018, Travis Scott lanzó un sencillo titulado «Watch» con Kanye West y Lil Uzi Vert. El sencillo fue lanzado como material promocional para su próximo tercer álbum de estudio Astroworld, que lleva el nombre de un parque de diversiones en Houston, Texas, que solía visitar. Astroworld fue lanzado el 3 de agosto de 2018 a la aclamación de la crítica, y debutó en el número uno en el Billboard 200.
El 6 de septiembre se publicó el sencillo junto a Post Malone y Ozzy Osbourne llamado «Take What You Want» del tercer álbum de estudio de Post Malone Hollywood's Bleeding."Take What You Want" se convirtió en el noveno top 10 de Malone en el Billboard Hot 100 alcanzando el número 8 y se convirtió en el primer Billboard Hot 100 top 10 de Ozzy Osbourne en más de 30 años, por lo que es la brecha más larga entre las 10 mejores apariciones.

### 2019-20: Look Mom I Can Fly y JackBoys
El 18 de abril de 2019, Scott acompañado por The Weeknd y SZA lanzaron una canción para la popular serie de HBO Game of Thrones. La canción se titula "Power is Power" y es una referencia a una escena que tuvo lugar en el primer episodio de la segunda temporada del programa. La canción es la segunda canción del próximo álbum de Game of Thrones titulada For the Throne. En agosto de 2019, el documental de Scott Look Mom I Can Fly fue lanzado en Netflix. En noviembre, Scott apareció en la remezcla de Young Thug's Hot with Gunna. En diciembre, Scott lanzó el sencillo "Highest in the Room", que debutó y alcanzó el número uno en el Hot 100, siendo su primera canción en debutar en la cima y su segundo número uno después de "Sicko Mode" en 2018. El 2 de diciembre, Scott anunció un álbum de colaboración con su etiqueta Cactus Jack titulada JackBoys con Don Toliver, Sheck Wes y el productor Chase B. Scott reveló que el álbum se lanzaría el 26 de diciembre a través de Instagram. El álbum presentó un remix de "Highest in the Room" con la cantante española Rosalía y el rapero estadounidense Lil Baby, el verso de este último se filtró meses antes. El 27 de diciembre, Scott lanzó el video musical de "GANG GANG" con Wes, Toliver y el próximo rapero Luxury Tax 50. El 30 de diciembre, se lanzó el video musical de "GATTI" con Pop Smoke. La letra de "GATTI" hace referencia a la ruptura de Scott con su novia Kylie Jenner.
Scott realizó varios shows virtuales en vivo en el videojuego Fortnite Battle Royale del 23 al 25 de abril de 2020, basados en canciones de su álbum Astroworld. La actuación también incluyó el estreno de su nueva canción con su compañero artista Kid Cudi. La pareja lanzó la canción, "THE SCOTTS", como un dúo bajo el mismo nombre. Vinculado con la actuación, los jugadores de Fortnite pudieron comprar numerosos artículos cosméticos para avatares de jugadores basados en Scott y el concierto.

### 2021–presente: Regreso a los escenarios y Utopía
Desde mediados hasta finales de 2020, Scott comenzó a adelantar su cuarto álbum de estudio, Utopia. El 15 de enero de 2021, lanzó un remix de "Goosebumps" junto al productor HVME. Tras cancelar la tercera edición del Astroworld Fest debido a la pandemia de COVID-19, Scott anunció el regreso del festival en 2021 y lo amplió a un formato de varios días. El 30 de abril, colaboró con Baby Keem en la canción "Durag Activity", incluida en el álbum The Melodic Blue. En junio, Scott anunció una colaboración entre Dior y Cactus Jack para la colección masculina de verano de 2022.
En agosto del 2018, Scott colaboró con Kanye West en su álbum de estudio, Donda en la canción "Praise God". El 3 de septiembre, Scott colaboró con Drake para el álbum Certified Lover Boy en la canción "Fair Trade". En octubre, Don Toliver publicó su álbum Life of a Don, colaborando con Scott en canciones como "Flocky Flocky" y "You". El 30 de octubre de 2021, Scott cerró el tercer día del Rolling Loud NYC. Durante su actuación interpretó "Escape Plan" y un adelanto de un tema sin lanzar perteneciente a Utopia. En noviembre de 2021, anunció nueva música para el 5 de ese mismo mes; se creía que lanzaría un proyecto titulado Dystopia, pero en su lugar publicó un sencillo de dos canciones: "Escape Plan / Mafia".
El 21 de julio de 2023, Scott lanzó el sencillo principal de Utopia, "K-pop" con Bad Bunny y The Weeknd. El 28 de julio, Scott publicó Utopia, compuesto de 19 canciones, acompañado de su debut como director en el filme musical Circus Maximus cual escribió y protagonizó. Utopia cuenta con colaboraciones de artistas como KayCyy, Teezo Touchdown, Bon Iver, Sampha, Drake, Playboi Carti, Sheck Wes, Beyoncé, Rob49, 21 Savage, the Weeknd, Yung Lean, Young Thug, James Blake, Westside Gunn, Kid Cudi, Bad Bunny, Future, y SZA. El álbum debutó en el puesto 1 del Billboard 200.
El 4 de febrero de 2024, Travis actuó en los 2024 Grammy Awards. Scott interpretó "My Eyes", "Fein", y "I Know ?" de Utopia, cual fue nominado a Mejor álbum de rap del año. La canción "Fein" contó con la participación del invitado Playboi Carti, pero causó controversia al hacer referencia durante la actuación a sus 10 nominaciones sin haber ganado ningún premio ese año.
En enero de 2025, Scott publicó el sencillo "4×4", cual debutó en primer puesto en el Billboard Hot 100. Una semana después, colaboró junto a Florence and the Machine y The Weeknd en la canción "Reflections Laughing" parte del sexto álbum de este último, llamado Hurry Up Tomorrow.

## Controversias en shows
Las actuaciones de Scott han experimentado una serie de problemas. En Lollapalooza en 2015, Scott fue acusado y arrestado por alteración del orden público después de incitar a los asistentes al concierto a ignorar la seguridad y subir al escenario. Ese mismo año, en el Openair Festival en Suiza, animó a los fanáticos a atacar a un hombre que le quitó el zapato mientras hacía surf multitudinario, deteniendo el concierto y diciéndole repetidamente a la multitud que "lo jodieran", mientras también estaban escupiéndole.
En 2017, fue arrestado por una conducta similar a su comportamiento en Lollapalooza después de una actuación en el noroeste de Arkansas. Ese mismo año, un fan demandó a Scott y a los organizadores de un concierto de 2017 en la Terminal 5 de Manhattan después de caerse de un balcón y ser arrastrado al escenario, culpando de la caída a una oleada de multitudes. En 2019, tres personas fueron pisoteadas y heridas cuando una multitud se apresuró a ingresar al recinto de Astroworld.

### Festival Astroworld
El 5 de noviembre de 2021, al menos diez personas murieron y cientos resultaron heridas en una multitud que se acercaba al escenario durante la actuación de Scott en el Festival Astroworld en NRG Park en su ciudad natal de Houston, Texas. En la primera noche, se produjo una aglomeración de multitudes, lo que resultó en la muerte de al menos nueve personas y la cancelación de la segunda noche del festival. En las imágenes de video del incidente, se ve a Scott haciendo lo siguiente: continuar actuando a pesar de los cánticos de la multitud que le pedían que se detuviera; observar que al menos un miembro de la audiencia resultó herido y luego ordenar a la seguridad por un breve momento que "ayude, salte muy rápido, continúe", solo para continuar con el resto del espectáculo durante la hora siguiente; animando a la gente a "volverse salvaje" y "loca", a pesar de que una ambulancia pasaba entre la multitud que sacaba cuerpos sin vida. Las víctimas asesinadas tienen entre 9 y 27 años. 
Después de la aglomeración, los medios de comunicación destacaron la historia de Scott de "desprecio peligroso" por la seguridad de la audiencia. Rolling Stone presentó una declaración de un fanático que había quedado paralizado durante un programa de 2017; The New York Times tomó nota de la declaración de culpabilidad de Scott en 2015 por imprudencia temeraria después de que animara a los aficionados a escalar las barricadas de seguridad; un artículo de Los Angeles Times contenía análisis de expertos en seguridad que argumentaban que las muertes se podían prevenir. Entre otros puntos de crítica estaba el hecho de que Scott detuvo su actuación en 2015 cuando un miembro de la audiencia le robó el zapato y ordenó a la multitud que golpeara a la persona responsable. Poco después, los asistentes al concierto anunciaron una demanda. Fue iniciado por Kristian Paredes, quien solicitó $1,000,000 debido a las lesiones que recibió. En junio de 2023, un jurado de Texas rechazó imputar a Scott por el incidente por lo que no enfrentó cargos. En el tema My eyes de su álbum UTOPIA describe lo que sintió en aquel momento y que habría saltado del escenario con tal de salvar a sus fanes.

## Vida personal
En febrero de 2024, el cantante fue el centro del escrutinio público debido a que encabezó la lista de las celebridades que más contaminaron la atmósfera en 2023 por el uso de su jet privado. De acuerdo con el sitio de activismo climático Mi Climate Carbon Tracker, la aeronave privada del artista emitió un aproximado de 6,061 toneladas de Co2 a la atmósfera.

## Discografía
| Álbumes de estudio - Rodeo (2015) - Birds in the Trap Sing Mcknight (2016) - Huncho Jack, Jack Huncho (2017) (con Quavo) - Astroworld (2018) - Utopia (2023) | Álbumes recopilatorios - Jackboys (2019) - "JackBoys 2" (2025) | Mixtapes - Owl Pharaoh (2013) - Days Before Rodeo (2014) |

## Giras
Principal
- Rodeo Tour[83] (con Young Thug y Metro Boomin) (2015)
- Tour de Birds Eye View (América del Norte y Europa)[44] (2017)
- Astroworld: Wish You Were Here Tour (2018-19) (con Trippie Redd y Sheck Wes)
- Utopia Tour Presents: Circus Maximus (2023-25)

Invitado
- Never Sober Tour (con Juicy J y Project Pat) (2015)
- The Madness Tour (con The Weeknd y Banks) (2015)
- The Anti World Tour (con Rihanna) (2016)
- The DAMN. Tour[84] (con Kendrick Lamar y DRAM) (2017)

## Premios y nominaciones
| Año  | Premio              | Categoría                  | Resultado | Referencias |
| ---- | ------------------- | -------------------------- | --------- | ----------- |
| 2025 | Kids' Choice Awards | Artista masculino favorito | Nominado  | [ 85 ]      |